# Christian Kuchenbuch
Christian Kuchenbuch (* 1964 in Wittenberg) ist ein deutscher Schauspieler.

## Leben
Christian Kuchenbuch, ältester Sohn des Schauspielers Roland Kuchenbuch, fing im Kindesalter mit der Schauspielerei im Potsdamer Pioniertheater an und wurde bisweilen auch auf der großen Bühne des Hans Otto Theaters eingesetzt. Er studierte von 1985 bis 1989 an der Hochschule für Schauspielkunst „Ernst Busch“ Berlin. 1989 trat er am Hans Otto Theater Potsdam im zeitkritischen Aitmatow/Plenzdorf-Stück Zeit der Wölfe auf. 1991 holte ihn Ralf-Günter Krolkiewicz für eine Brecht-Inszenierung des Teamtheaters nach München, und nach weiteren kurzen Theater-Stationen schloss er sich Krolkiewcz noch einmal in dessen Augsburger Zeit an. Dann kam ein Volksbühnen-Engagement in Berlin, bevor er 1994 ans Deutsche Theater wechselte. Dort arbeitete er von 1994 bis 1996 und spielte unter anderem 1995 in Shakespeares Der Widerspenstigen Zähmung. 1996 kehrte er ans Hans Otto Theater zurück, wo er wieder einen Shakespeare-Charakter, und zwar in Wie es euch gefällt, darstellte. Mit Ende der Saison 1999/2000 verließ er Potsdam. Von 2005 bis 2009 war er Ensemblemitglied am Schauspiel Frankfurt. Seit 2012 ist er festes Ensemblemitglied am Schauspiel Leipzig.
Er arbeitete unter vielen bekannten Regisseuren, darunter Jürgen Gosch und Armin Petras. Sein eigenes Regiedebüt gab er 1998 mit Kassandra nach Christa Wolfs gleichnamigem Roman.
Sein Bruder ist der Schauspieler Robert Kuchenbuch.

## Filmografie (Auswahl)
- 1981: Zwei Freunde in Preußen (Fernsehfilm)
- 1983: Film-Salabim
- 1989: Der Staatsanwalt hat das Wort – Blaue Taube soll fliegen
- 1991: Stein
- 1992: Banale Tage
- 1992: Lenz
- 1995: Tatort: Eine todsichere Falle
- 1999: Spuk im Reich der Schatten
- 2001: Spuk am Tor der Zeit
- 2005: Netto
- 2013: Kaptn Oskar
- 2016: Tatort: Fünf Minuten Himmel
- 2016: Die Ermittler – Nur für den Dienstgebrauch
- 2016: Spreewaldkrimi – Spiel mit dem Tod
- 2017: Der gleiche Himmel
- 2017: Der 7. Tag
- 2017: Der namenlose Tag
- 2018: Die Toten vom Bodensee – Der Wiederkehrer
- 2018: Abgeschnitten
- 2018: Tatort: Damian
- 2019: Nur eine Frau
- 2019: Tatort: Das Leben nach dem Tod
- 2019: Wolfsland – Heimsuchung
- 2019: Der Usedom-Krimi: Träume
- 2020: Ein starkes Team: Abgetaucht
- 2020: Marie Brand und die falschen Freunde
- 2020: Polizeiruf 110: Tod einer Toten (Fernsehreihe)
- 2021: Die Heimsuchung (Fernsehfilm)
- 2021: Lieber Thomas
- 2021: Wilsberg: Aus heiterem Himmel
- 2022: Lauchhammer – Tod in der Lausitz (Fernsehserie, 6 Folgen)
- 2023: Der Zeuge
- 2023: Oderbruch (Fernsehserie)
- 2024: SOKO Leipzig (Fernsehserie, Folge Direkt ins Herz)
- 2024: Mandat für Mai (Fernsehserie, 6 Folgen)
- 2024: Kanzlei Liebling Kreuzberg